# Ayuntamiento de Manila (Ermita)
El Ayuntamiento de Manila se encuentra en el centro histórico de Ermita, Manila, Filipinas. Es donde el alcalde de Manila tiene su oficina y donde funcionan las cámaras del Ayuntamiento de Manila.  Fue pensado originalmente para ser una parte de un centro de gobierno nacional previsto por Daniel Burnham en la década de 1930. Aunque el plan no se aplicó plenamente, algunos edificios para el centro de gobierno propuesto fueron construidos, incluyendo el Antiguo Edificio Legislativo (ahora la Galería Nacional de Arte), y los de la agricultura y finanzas (actualmente el Museo del Pueblo Filipino y Museo de Historia Nacional).
El Ayuntamiento de Manila en 1901 fue hecho de pino Oregon que cubría un tercio de la superficie utilizada por el edificio actual. Después de 31 años de ocupación, el Ingeniero Santiago Artiaga sugirió reformas del edificio. En 1941, justo antes de la destrucción de Manila, un ayuntamiento para la capital nacional fue construido . Este fue diseñado por Antonio Toledo, el mismo arquitecto que construyó el edificio de Hacienda y el Edificio Legislativo Viejo.